# Radical 46
山 fait partie des caractères chinois, appelés hanzi en chinois où ils sont apparus au XVe siècle avant notre ère, hán tự en vietnamien où ils sont apparus au Ier siècle avant notre ère, hanja en coréen et kanji en japonais où ils sont apparus au VIe siècle via les moines bouddhistes chinois. Ce sont là les quatre langues nationales les ayant utilisés.

Écriture ossécaille.

C'est un pictogramme représentant l'image d'une montagne, et non un idéogramme ou un idéophonogramme. C'est le radical 46, dans l'ordre des dictionnaires de caractères chinois. Il y est nommé 山字旁 (caractère montagne de côté, lorsqu'il est en clé à gauche) en chinois.
Il signifie montagne dans ces quatre langues ; c'est un radical composé de 3 traits.

## Caractères composés avec le radical 46

Caractère en écriture ossécaille (- 1600 ~ - 1000).
Écriture sur bronze.
Grand sceau.
Petit sceau (221 av. J.-C.).

| Nombre de traits       | Caractère |
| ---------------------- | --- |
| Sans trait additionnel | 山 |
| 1 trait additionnel    | 乢 屲 |
| 2 traits additionnels  | 屳 屹 屺 屻 屼 屽 屾 屿 岀 岁 岂 岃                                                                                           |
| 4 traits additionnels  | 岄 岅 岆 岇 岈 岉 岊 岋 岌 岍 岎 岏 岐 岑 岒 岓 岔 岕 岖 岗 岘 岙 岚 岛 岜                                                    |
| 5 traits additionnels  | 岝 岞 岟 岠 岡 岢 岣 岤 岥 岦 岧 岨 岩 岪 岫 岬 岭 岮 岯 岰 岱 岲 岳 岴 岵 岶 岷 岸 岹 岺 岻 岼 岽 岾 岿 峀 峁 峂 峃 峄 峅    |
| 6 traits additionnels  | 峆 峇 峈 峉 峊 峋 峌 峍 峎 峏 峐 峑 峒 峓 峔 峕 峖 峗 峘 峙 峚 峛 峜 峝 峞 峟 峠 峡 峢 峣 峤 峥 峦 峧                         |
| 7 traits additionnels  | 峨 峩 峪 峫 峬 峭 峮 峯 峰 峱 峲 峳 峴 峵 島 峷 峸 峹 峺 峻 峼 峽 峾 峿 崀 崁 崂 崃 崄 崅                                     |
| 8 traits additionnels  | 崆 崇 崈 崉 崊 崋 崌 崍 崎 崏 崐 崑 崒 崓 崔 崕 崖 崗 崘 崙 崚 崛 崜 崝 崞 崟 崠 崡 崢 崣 崤 崥 崦 崧 崨 崩 崪 崫 崬 崭 崮 崯 |
| 9 traits additionnels  | 崱 崲 嵟 嵠 嵡 嵢 嵣 嵤 嵥 嵦 嵧 嵨 嵩 嵪 嵫 嵬 嵭 嵮 嵯 嵰 嵱 嵲 嵳 嵴 嵵 嵶 嵷 嵸 嶋                                        |
| 11 traits additionnels | 嵹 嵺 嵻 嵼 嵽 嵾 嵿 嶀 嶁 嶂 嶃 嶄 嶅 嶆 嶇 嶈 嶉 嶊 嶌 嶍 嶎                                                                |
| 12 traits additionnels | 嶏 嶐 嶑 嶒 嶓 嶔 嶕 嶖 嶗 嶘 嶙 嶚 嶛 嶜 嶝 嶞 嶟 嶠 嶡 嶢 嶣 嶤 嶥                                                          |
| 13 traits additionnels | 嶦 嶧 嶨 嶩 嶪 嶫 嶬 嶭 嶮 嶯 嶰 嶱 嶲 嶳 嶴 嶵 嶶                                                                            |
| 14 traits additionnels | 嶷 嶸 嶹 嶺 嶻 嶼 嶽 嶾 嶿 |
| 16 traits additionnels | 巀 巁 巂 巃 巄 巅 |
| 17 traits additionnels | 巆 巇 巈 巉 巊 巋 巌 |
| 18 traits additionnels | 巍 巎 巏 巐 |
| 19 traits additionnels | 巑 巒 巓 巔 巕 |
| 20 traits additionnels | 巖 巗 巘 巙 巚 |

## Prononciations et transcriptions
En chinois, pour le mandarin standard, la transcription en pinyin de sa prononciation est shān, et la transcription bopomofo (ou zhuyin) est ㄕㄢ. Lorsqu'il est utilisé pour dénommer une montagne ou un mont, il est utilisé après le nom propre de la montagne. Il est utilisé en composition (idéogramme), dans des caractères comme 岛 / 島, dǎo (île, représenté par un oiseau surmontant une montagne).
En coréen, il est translittéré 산 en hangeul et san en romanisation révisée. Il est dans la prononciation coréenne, il est translittéré 뫼 en hangeul et moe en romanisation révisée.
En japonais, il fait partie des kyôiku kanji et est étudié en 1re année. Il peut s'y prononcer サン (san) ou セン (sen) en lecture on et やま (yama) en lecture kun.
La prononciation dite on'yomi, d'origine chinoise est utilisée dans des noms de montagne particulière (par exemple le mont Fuji : 富士山, Fujisan) ou généralement dans des noms communs composés. Lorsqu'il est utilisé dans un toponyme, surtout pour les villages, comme le village de Yamashita (山下町, Yamashita-chō) (à Naha, Okinawa) ou villes secondaires, comme Okayama (岡山), ou dans un patronyme tiré de ce toponyme, la prononciation kun'yomi, typiquement japonaise mais conservant la sémantique chinoise est utilisée, comme Yamada (山田), Yamaha (山葉), Yamamoto (山本) ou Yamashita (山下).
En vietnamien, il est translittéré en san ou sơn

## Évolution

Évolution du pictogramme 山.